# 國際輕艇總會
國際輕艇總會（International Canoe Federation，ICF）是一個國際性的輕艇體育組織，由世界各國的輕艇協會組成。目前共有147個會員協會。

## 項目
- 輕艇競速，原稱為靜水競賽（世界輕艇競速錦標賽從1938年開始舉辦）
- 輕艇激流，原稱為激流競賽（世界輕艇激流錦標賽從1949年開始舉辦）
- 激流輕艇
- 輕艇馬拉松（世界輕艇馬拉松錦標賽從1988年開始舉辦）
- 輕艇水球（世界輕艇水球錦標賽從1994年開始舉辦）
- 龍舟
- 輕艇花式
- 輕艇風帆
- 輕艇海洋競賽
- 帕艇

## 外部連結
- 國際輕艇總會